# Charles Perrenot de Granvelle
Charles Perrenot de Granvelle est un prêtre de l'Église catholique romaine et abbé commendataire de l'abbaye Notre-Dame de Faverney, pendant 20 ans, né le 9 janvier 1531 et décédé en 1567, âgé de 36 ans.

## Biographie
Jumeau de Françoise, treizième enfant et décédée en bas âge, il est le quatorzième et avant-dernier enfant de Nicolas Perrenot de Granvelle (1486-1550), garde des Sceaux, conseiller et homme de confiance Franc-Comtois de l'empereur Charles Quint, suzerain de la ville impériale de Besançon et comte de Bourgogne, dont le père était notaire à Ornans, et de Nicole Bonvalot son épouse.
Après de sérieuses études, il est Docteur en Droit Canon et Droit Civil, Doyen de la Cathédrale de Bruges. Il n'affectionnait pas l'état ecclésiastique et fut prêtre malgré lui
Vers 1540, il était Chanoine, archidiacre de l'église métropolitaine de Besançon, protonotaire à la Cour de Rome, Abbé du Parc en Sicile, et en 1547, élu abbé commendataire de Notre-Dame de Faverney, en Franche-Comté, Trésorier d'Utrecht, Conseiller du Conseil privé du Roi aux Pays-Bas, en 1559. Il était bénéficiaire de plusieurs pensions sur divers abbayes et prieurés. Son frère, le célèbre cardinal Antoine Perrenot de Granvelle (1517-1586) le contraint à demeurer dans son abbaye de Faverney pendant vingt ans.
L'Abbé Charles Perrenot est décrit par Dom Bebin comme un homme calme, condescendant, ouvert aux autres, sa grande bonté, ses mœurs et ses actes, en faisait un modèle qui lui valut le surnom de bon abbé.
En 1564, les 29 et 31 octobre, il sollicite, sans succès l'autorisation de son frère le Cardinal qui se trouve à Baudoncourt, pour résigner son titre abbatial, au profit de leur neveu.
Au début de l'année 1567, il soutint les bourgeois contre les prétentions de quelques familles nobles qui se voulaient être franche de tout impôt. Et il condamna nobles et frans à s'acquitter les taxes levées pour les besoins urgents de la communauté. Il réprima également leurs empiètements et se fit reconnaître comme suzerain.
Le 12 août 1567, il rendit sa sentence de façon solennelle, devant le maître-autel de l'église abbatiale, donnant lecture de celle-ci qui comportait entre autres les termes suivants: « Tous les habitants sans aucune exception, doivent prendre les armes, et aider de tout leur pouvoir, tant de leur personne que de leurs biens; et toutes les fois qu'il sera nécessaire et qu'ils seront requis par les religieux, ou par l'abbé, ils devront marcher à la défense de l'abbaye, sous la conduite d'un des religieux ou de l'abbé, ou du gardien du monastère ».
Il décède à la fin de l'année 1567, âgé de 36 ans. Après avoir résigné en faveur de son neveu Antoine d'Achey, fils de Marguerite Perrenot de Granvelle (Aînée) et de son second mari, Jean d'Achey, seigneur de Thoraise.

## Titres
- Chanoine, archidiacre de l'église métropolitaine de Besançon
- Protonotaire à la Cour de Rome
- Doyen de la Cathédrale de Bruges

## Armoiries
Les armes de la Maison Perrenot de Granvelle sont :
« d'argent, à trois bandes de sable, au chef d'or, chargé d'une aigle éployée, naissante de sable»